# Lissonota dubia
Lissonota dubia là một loài tò vò trong họ Ichneumonidae.